# Nous l'aimons tant, Glenda
Nous l'aimons tant, Glenda (en espagnol : Queremos tanto a Glenda) est un recueil de nouvelles de Julio Cortázar publié en 1980.

## Présentation
Le livre est composé de 10 histoires, divisées en 3 sections.

### Première partie

#### L'Orientation des chats
L'histoire évoque relation du protagoniste avec sa bien-aimée Alana et son chat Osiris. Au fil de l'histoire se révèle la difficulté du narrateur à comprendre Alana et les similitudes qu'elle a avec Osiris.

#### Nous l'aimons tant, Glenda
Un groupe de fans de l'actrice Glenda Garson (adaptation du nom de l'actrice Glenda Jackson) commence à voler tous les films de l'actrice pour les remplacer par des versions éditées cherchant à montrer « la perfection de l'actrice ». Lorsque Glenda annonce sa retraite, le groupe est heureux de considérer que leur travail est terminé. Cependant, lorsque l'actrice change d'avis, ils décident de prendre des mesures drastiques.

#### Histoire avec des mygales
Deux femmes voyagent en Martinique depuis l'Europe pour échapper à leur passé. Bientôt, deux touristes américains arrivent, chez les protagonistes. L'agacement que les voisins leur causent au début se transforme rapidement en curiosité. Lorsque les voisins partent, les protagonistes ne tardent pas à commencer à les manquer.

### Deuxième partie

#### Texte sur un bloc-notes
Un homme est témoin de phénomènes étranges dans le métro de Buenos Aires. Alors qu'il poursuit ses observations, il commence à découvrir la curieuse routine des habitants souterrains. Mais, dès qu'il se sent proche de percer pleinement le mystère, il se retrouve découvert et commence à craindre pour sa sécurité.

#### Coupures de presse
Noemi, écrivain argentin résidant en France, reçoit la demande d'un ami sculpteur d'écrire le texte qui apparaîtrait dans un livre avec des images de ses œuvres. Pendant qu'ils parlent, ils passent au sujet de la violence humaine et des abus des dictatures contre les droits de l'homme. Ils se reprochent également leur attitude impassible face à tous ces événements. De retour à la maison, Noemi trouve une fille qui pleure et demande de l'aide. En l'accompagnant, elle rencontre un homme torturant une femme et l'aide rapidement à se libérer et à immobiliser l'homme. Quand le lendemain, il lit dans un journal un événement macabre qui s'est produit dans une autre ville, il commence à vraiment comprendre les événements qui se sont produits.

#### Tango de retour
Matilde est une femme qui a commencé une nouvelle vie avec son mari, son fils et sa femme de chambre. Un jour, elle voit un homme de son passé et est terrifiée. L'homme s'appelle maintenant Simon et commence bientôt à avoir une relation avec sa femme de chambre. Mais Matilde est convaincue qu'il est venu pour elle et devient de plus en plus paranoïaque. Une nuit que Simón reste dans la maison et que le mari de Matilde part en voyage, les événements tournent à la tragédie.

### Troisième partie

#### Clone
Un groupe de huit musiciens qui voyagent à travers l'Amérique latine interprètent des madrigaux de Carlo Gesualdo. De petits désaccords au sein du groupe font que certains membres doutent de sa continuité. Lorsque plusieurs d'entre eux commencent à soupçonner qu'il existe une relation adultère entre deux des membres du groupe, les choses empirent. A la date d'un concert à Buenos Aires, la femme impliquée dans les rumeurs disparaît ; Cependant, tout le monde comprend ce qui s'est passé.
Les musiciens « font l'expérience de troubles de la personnalité en interprétant la musique de Gesualdo, obscurément liés aux événements tragiques de la vie du compositeur, et ne reviennent à un comportement normal qu'en changeant de répertoire pour L'Offrande musicale de Bach ».

#### Graffiti
Deux jeunes peignent des graffitis sur les murs, pendant la dictature militaire argentine. Bien qu'ils ne soient jamais vus face à face, une complicité s'établit rapidement, la même qui est détruite par l'autorité. La fin révèle un peu du triste sort qui attendait à l'époque les détracteurs.

#### Des histoires que je me raconte
Le narrateur commence par parler de son habitude de faire des histoires avant de se coucher. Parmi les nombreuses professions qu'il a acquises, sa préférée était celle de camionneur. Une histoire qui a été répétée plusieurs fois l'a impliqué en tant que camionneur ayant des relations sexuelles avec une amie nommée Dilia. Un jour où le narrateur va dîner avec sa femme chez Dilia et son mari Alfonso, Delia raconte une anecdote que sa voiture est tombée en panne et qu'elle a dû demander à un chauffeur de camion de faire un tour. Loin des autres, le narrateur avoue à Dilia qu'il connaît bien le lien anecdotique.

#### Le ruban de Moebius
Janet est une jeune femme britannique qui passe ses vacances en France. En faisant du vélo à travers une forêt, un homme se jette sur elle et continue de la violer. L'homme, nommé Robert, se rend compte qu'il a suffoqué par inadvertance Janet, alors il essaie de fuir. Un procès se poursuit et Robert est condamné à mort. Cependant, avant le jour de son exécution, il se suicide. C'est alors qu'il retrouve Janet, qui l'attendait.

## Explication du titre
Le livre tire son nom de la nouvelle courte éponyme, qui raconte comment un club de cinéphiles se rassemble autour de son admiration pour l'actrice Glenda Garson, que Cortázar a inventée en tant que personnage de l'actrice Glenda Jackson. Selon les propres mots de l'auteur, « l'histoire est très simple : les amis aiment tellement Glenda qu'ils ne peuvent tolérer le scandale que certains de ses films soient inférieurs à la perfection que tout grand amour postule et dont il a besoin, et que la médiocrité de certains réalisateurs compromet ».

## Éditions
- Nous l'aimons tant, Glenda: et autres récits, Gallimard, 1982 (ISBN 2-07-021275-0)
- Nouvelles 1945-1982, Gallimard, coll. « Du monde entier », 1993 (ISBN 2-07-072913-3)
- Nouvelles, histoires et autres contes, Gallimard, coll. « Quarto », 2008 (ISBN 978-2-07-078544-5), p. 1097-1196